# Francisco Carneiro de Sousa
Francisco Carneiro de Sousa, segundo Conde da Ilha do Príncipe, (ca. 1640 — 1708) foi um nobre português.

## Vida
Foi donatário da Capitania de Itanhaém por herança de seus pais, D. Luís Carneiro de Sousa primeiro Conde da Ilha do Príncipe, e D. Mariana de Faro e Sousa, neta de Mariana de Sousa Guerra, primeira donatária da Capitania de Itanhaém. Durante o seu período como donatário, as vilas de Santos, São Paulo e São Vicente (que haviam sido tomadas pelo Conde de Monsanto em 1624, causando a fundação da Capitania de Itanhaém) passaram a ficar sob o seu controle. Porém, Alvaro Pires de Castro e Souza, marquês de Cascais e descendente dos condes de Monsanto, retirou a vila de São Vicente do controle do Conde da Ilha do Príncipe em 1682.